# Émile Rol
Emile Rol (Tourrette-Levens, 18 de abril de 1920 - 2008) fue un ciclista francés que fue profesional entre 1946 y 1954. Durante su carrera profesional consiguió 6 victorias, entre las cuales destaca la Volta a Cataluña de 1949.

## Palmarés
1946
- 1 etapa del Gran Premio de los Alpes

1947
- Gran Premio de Chateaurenard

1949
- Volta a Cataluña , más 1 etapa
- Gran Premio de Monaco

1950
- 1 etapa en el Tour del Sudeste

1952
- Firminy

## Resultados en el Tour de Francia
- 1950. Abandona (6º etapa)